# Lycodes cortezianus
Lycodes cortezianus es una especie de pez de la familia de los Zoarcidae en el orden de los perciformes.

## Morfología
Los machos pueden llegar a alcanzar los 50 cm de longitud total.

## Depredadores
En los Estados Unidos es depredado por león marino de California ( Zalophus californianus ).

## Hábitat
Es un pez de mar y de aguas profundas que vive entre 73- 620 m de profundidad.

## Distribución geográfica
Se encuentra desde Alaska hasta San Diego (California, los Estados Unidos ).

## Observaciones
Es inofensivo para los humanos. 